# Musik Neuguineas
Die Musik Neuguineas umfasst die Musikstile der Insel Neuguinea, wie sie in seit Jahrhunderten praktizierten kultischen Ritualen und zur Unterhaltung von den verschiedenen papuanischen und austronesischen Volksgruppen praktiziert wurden, sowie die neuen Stilrichtungen, die sich mit dem Beginn der Kolonialisierung im 19. Jahrhundert zunächst durch die Christianisierung und seit Mitte des 20. Jahrhunderts durch australische und indonesische Einflüsse der jeweiligen Popmusik von den Küstenstädten ausgehend entwickelt haben.
Es dominiert die Vokalmusik, die monophon oder mehrstimmig zu hören ist. Zu den weit verbreiteten Musikinstrumenten gehören sanduhrförmige Trommeln (Tok Pisin: kundu), Schlitztrommeln (garamut), Bambusflöten, Panflöten und mundverstärkte Maultrommeln (susap). Im 20. Jahrhundert kamen Gitarren hinzu, die von einer stetig wachsenden Zahl von lokalen string bands und power bands gespielt werden und die häufig im Rundfunk zu hören sind.
Eine Aufgabe der traditionellen Musikausübung ist es, den gesellschaftlichen Zusammenhalt zu stärken. Die Musik Neuguineas befindet sich genauso wie andere kulturelle Ausdrucksformen in einem Veränderungsprozess von einem Mittel zur Selbstidentifikation der Gemeinschaft hin zu einem mit dem Einbruch der westlichen Zivilisation begonnenen fortschreitenden Verlust der Tradition.

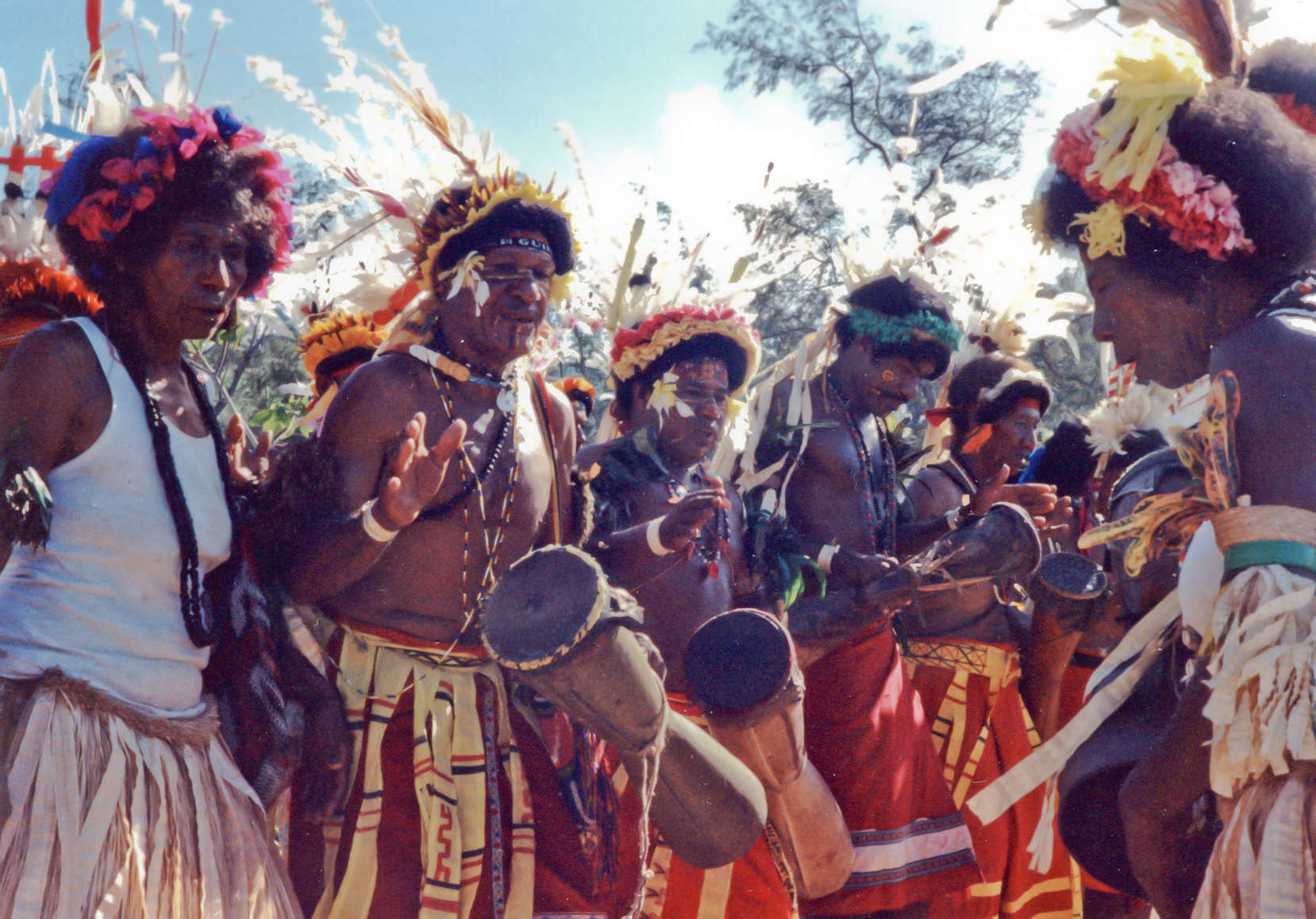
Kundu-Trommler bei Port Moresby

## Funktion von Musik

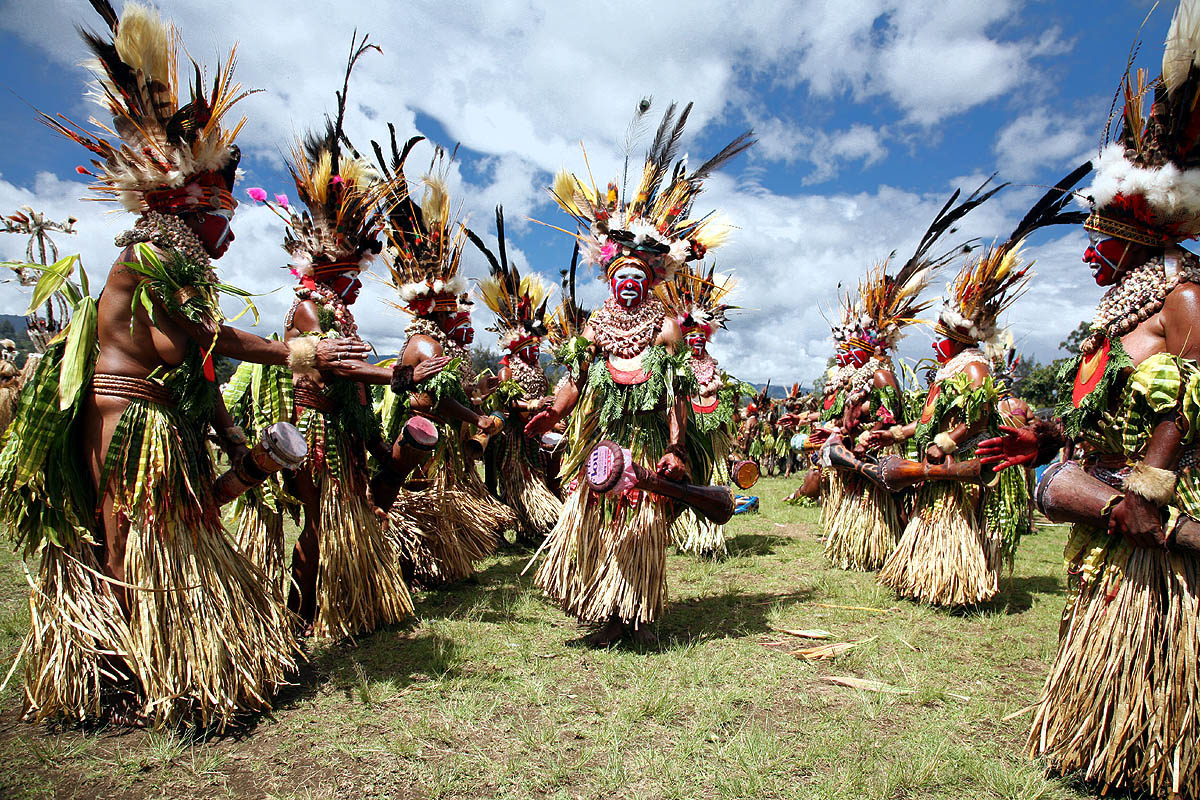
Sing-sing in Wabag in der Enga Province

In Neuguinea werden über 700 Papuasprachen gezählt, die sprachgenetisch keine Einheit darstellen. Die Mehrheit der papuanischen Ethnien sind nur wenige tausend Mitglieder stark. Eine einheitliche kulturelle Entwicklung gibt es nicht. Jedes Dorf besitzt oder besaß früher eigene Gesänge, Tänze, Musikinstrumente und aus Holz geschnitzte Kultobjekte, deren Besitz als Privileg angesehen wird.
Die Verschiedenheit der Volksgruppen hat ihren Ursprung in den jeweiligen kosmogonischen Mythen, die meist eine bereits vorhandene Welt voraussetzen, in der aber die eigene Existenz darin begründet und gegenüber benachbarten Stämmen als einzigartig hervorgehoben wird. Periodisch durchgeführte große Festveranstaltungen dienen als Wiederholung des Schöpfungsgeschehens. Der Mythos muss, um wirksam zu bleiben, in einem rituellen Schauspiel regelmäßig vergegenwärtigt werden. Jeder Stamm führt sich auf eine Gründergestalt zurück, die nach der Tradition in einem Ahnenkult verehrt wird. Mit der Ahnenverehrung wird über eine lange Kette von Vorfahren eine Verbindung zur mythischen Urzeit hergestellt. Einen weiteren Grund für die eigenständige Entwicklung vieler kultureller Phänomene bilden die unterschiedlichen, durch natürliche Barrieren voneinander isolierten Lebensräume in schwer zugänglichen Hochgebirgstälern und Sumpfgebieten in Küstennähe oder entlang der Flüsse.
In bestimmten Regionen im Hochland wird in unregelmäßigen Abständen ein mehrtägiges Fest veranstaltet, bei dem die Clans mehrerer Dörfer zusammenkommen. Der Anlass für diese auf Tok Pisin sing-sing genannte Großveranstaltung kann sein, dass Geld für die Bezahlung eines Brautpreises oder neuerdings zum Bau einer Kirche gesammelt werden soll. Vor Einführung der Geldwährung wechselten Schweine, Öl oder Muschelgeld den Besitzer. In jedem Fall ist ein sing-sing ein bedeutendes gesellschaftliches Ereignis, das der Verständigung dient und bei dem aus Prestigegründen viel gespendet wird und Schweine als Festmahl geschlachtet werden. Die in prächtigen Kostümen aufgeführten Tänze von Goroka und Mount Hagen haben Touristenreiseveranstalter für sich entdeckt.

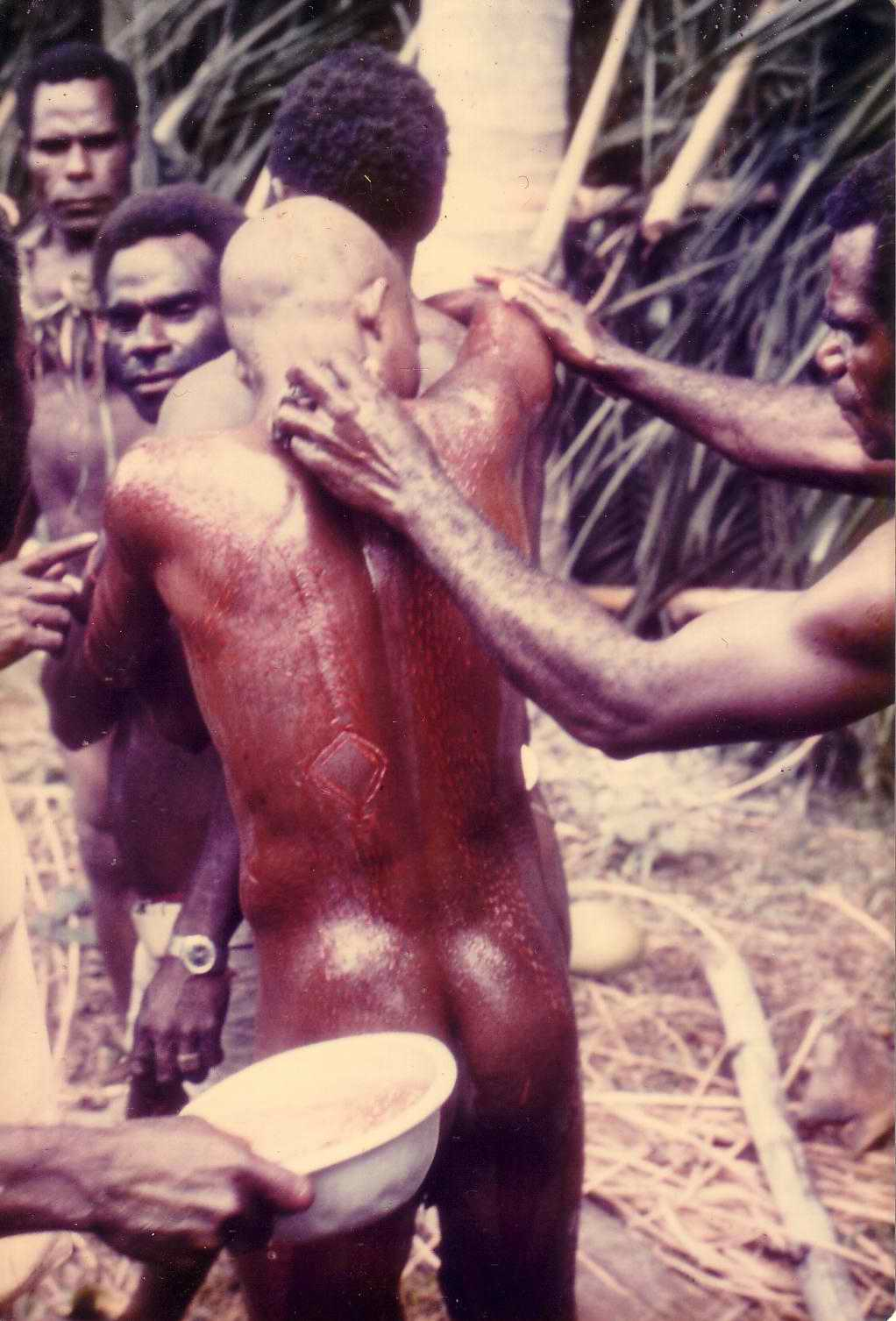
Initiation durch Skarifizierung am Sepik 1975

Musik und Tanz sind unverzichtbare Bestandteile sämtlicher Zeremonien, die der Geisterbeschwörung dienen, sowie von Schauspielen, in denen in symbolischen Handlungen Vögel und andere Tiere des Waldes imitiert werden, von jährlichen Erntedankfeiern zur Yams-Ernte und bei Initiationsritualen von Jungen und Mädchen. Die Initiation ist nur zum Teil ein religiöses Phänomen, sie bedeutet hauptsächlich die Eingliederung der Jungen in die Gemeinschaft der erwachsenen Männer ihres Clans. Die kaum noch praktizierten Initiationsrituale waren je nach Volksstamm mit unterschiedlichem Aufwand inszeniert. Nach dem typischen Verlauf einer Übergangszeit erfolgte zunächst eine schwer zu ertragende Trennungsphase außerhalb des Dorfes. Die abschließende Zeremonie enthielt oft die Vorstellung von Tod und nachfolgender Wiedergeburt, was am Golf von Papua bildlich durch ein meterlanges Ungeheuer dargestellt wurde, in dessen aufgesperrtes Maul der Initiant kriechen musste, bevor er heftig durchgeschüttelt herausgeworfen wurde.
Sakrale Musik dient als Kommunikationsmittel mit den Toten. Vögel werden in Ritualen herbeigerufen, weil sich über ihre Stimmen Geister artikulieren. Grundsätzlich hat eine bestimmte Melodie oder ein rhythmisches Muster der Musik eine reale Macht, da in ihr die Stimmen der Ahnen gehört werden. Die Bedeutung der Ritualmusik lässt sich aber nur über den jeweiligen sozialen Kontext erschließen. Es gibt auch innerhalb derselben Kultur kein universales Verständnis vom Inhalt einer musikalischen Struktur. Der musikalische Inhalt wird erst eindeutig, wenn sein Bezugsrahmen bekannt ist.
Eine grundsätzliche Unterscheidung besteht zwischen öffentlich zugänglicher und geheimer Musik. Auch die für alle Mitglieder der Gemeinschaft bestimmte Musik kann eine sakrale Bedeutung haben. Dagegen darf die geheime sakrale Musik, die bei Geisteranrufungen und Initiationen benötigt wird, von Frauen und nichtinitiierten Jungen nicht gehört werden. Frauen droht bereits beim Anblick der bei diesen Ritualen verwendeten Musikinstrumente schweres, schicksalhaft eintretendes Unglück.
Margaret Mead beschrieb 1930, wie Jungen auf der Insel Manus durch unbefangene Nachahmung die Tätigkeiten der Erwachsenen erlernten. Bei einem Tanz saßen sie üblicherweise neben den großen Schlitztrommeln und trommelten im Gleichtakt auf kleine Holzblöcke. Wie alle Schlitztrommeln haben die garamut eine Funktion als Nachrichtenübermittler und können über feststehende Trommelfolgen etwa den Beginn eines Festes oder den Tod eines Dorfbewohners vermelden und jemand zur Heimkehr auffordern.
1927 verbot die australische Kolonialverwaltung in Papua-Neuguinea die Kopfjagd. Es brauchte einige Jahre und mehrfach die Verhängung drakonischer Strafen, bis das Verbot beachtet wurde und so zwangsläufig die damit im Zusammenhang stehenden gesellschaftlich-religiösen Rituale zumindest in den erreichbaren Gebieten verschwanden. Ab 1960 begann die australische Verwaltung, in die bisher von der Außenwelt abgesperrten Gebiete vorzudringen. Die rasch voranschreitende Missionierung durch christliche Kirchen, von denen einige mit fundamentalistischen Vorstellungen zu Werke gingen, der Bau von Schulen, die Einführung der Geldwirtschaft, der Handel mit Krokodilhäuten und die Abholzung führten zu grundlegenden gesellschaftlich-kulturellen Veränderungen bis in die entlegensten Gebiete. Durch die Aufgabe oder Zerstörung der Männerhäuser verschwand vielerorts die materielle Kultur, falls sie nicht beizeiten in den Kunsthandel gelangt war.

## Forschungsgeschichte
Bis heute gehört Westneuguinea, der indonesische Teil der Insel, musikethnologisch zu den am schlechtesten erforschten Gebieten weltweit. Die Ursache dafür ist nicht nur darin zu suchen, dass viele Gebiete schwer zu erreichen sind, sondern liegt historisch begründet hauptsächlich an der Aufteilung Neuguineas während der Kolonialzeit. Die Kolonialherrschaft von Niederländisch-Neuguinea reichte kaum über die Küstenstreifen der westlichen Inselhälfte hinaus. Expeditionen ins Inland zur Erforschung der Musik erfolgten mehrheitlich ab Ende des 19. Jahrhunderts von den Hafenorten Deutsch-Neuguineas mit dem Kaiser-Wilhelms-Land getauften nordöstlichen Inselteil.
Die ersten Untersuchungen zur Musik stammen vom deutschen Arzt und Ethnologen Otto Schellong 1899 und vom Kolonialbeamten Victor Schmidt-Ernsthausen 1890. Wie schwierig der Zugang zu den musikalischen Ausdrucksformen der „Eingeborenen“ war, weil es am theoretischen Handwerkszeug zu einer adäquaten Notation fehlte und man durch ein eurozentrisches Überlegenheitsgefühl in der Beurteilung eingeschränkt war, wird an einem Aufsatz in der Vierteljahresschrift für Musikwissenschaft deutlich:
„Das wüste Geheul, mit dem die natives ihre Gesänge ausführen unter gleichzeitiger, körperlich höchst strapazierender Tanzerei, lässt einen Tanz meist wenig schön erscheinen. Etwas Mäßigung der Stimmen und Bewegungen würden dem Auge und dem Ohr einen besseren Eindruck von den an und für sich nicht üblen Melodien und Tanzfiguren gewähren.“ (Victor Schmidt-Ernsthausen: Über die Musik der Eingeborenen von Deutsch Neu-Guinea, 1890, S. 268)
In der Umgebung von Potsdamhafen in der heutigen Madang Province machte der Arzt und Ethnologe Rudolf Pöch 1904–1906 mit dem Edison-Phonographen auf Phonographenwalzen Aufnahmen von Gesängen der Monumbo (Untergruppe der Torricelli-Sprachen). Alle Kriegstänze wurden von ein- oder mehrstimmigen Chören mit Sanduhrtrommeln begleitet. Die Walzen analysierte 1934 Walter Graf im Wiener Phonogrammarchiv. Reichlich Material erbrachte die vom Völkerkundemuseum in Berlin entsandte Deutsche Marine-Expedition (1907–1909). Neben dem Sammeln von Objekten sollten als neues Ziel auch die Vorstellungen und Verhaltensweisen der besuchten Völker erfasst werden. Es folgten die Hamburger Südsee-Expedition von 1908 bis 1910 und die Kaiserin-Augusta-Fluss-Expedition 1912/1913, die ein großes Gebiet am Sepik erforschte.
Zwischen 1904 (durch Emil Stefan) und 1907 (durch Richard Thurnwald) wuchs die Melanesien-Sammlung des Berliner Phonogramm-Archivs auf 651 Musikaufnahmen, die in diesem Zeitraum gemacht wurden. Der Berliner Arzt Richard Neuhauss fertigte von 1908 bis 1910 an verschiedenen Orten mit Schwerpunkt um Finschhafen 139 Wachswalzenaufnahmen an und fügte Erläuterungen, Liedtexte und Übersetzungen bei. Er nahm keinen Stimmton auf und machte auch keine Angaben zur Drehzahl, daher kann die Tonhöhe der Musikstücke nur geschätzt werden. Weitere Tonaufzeichnungen, auch von den Salomon-Inseln, stammen von Ernst Frizzi aus dem Jahr 1911. Bis zum Ersten Weltkrieg blieb Deutsch-Neuguinea der Schwerpunkt der musikethnologischen Forschung. Von dort waren nach dem Zweiten Weltkrieg noch 118 Phonographen-Aufnahmen erhalten, deren schlechte technische Qualität durch den Umstand kompensiert wird, dass die konservierten Musikstücke noch praktisch frei von christlichen Einflüssen sind. 27 Übertragungen dieser Lieder publizierte 1934 Marius Schneider in seiner Geschichte der Mehrstimmigkeit in anderem Zusammenhang und ohne Erläuterung.
Die in Britisch-Neuguinea in dieser Zeit getätigten musikalischen Forschungen waren wesentlich geringer. Für diese Region sind der Engländer Charles Seligman (1904), der finnische Ethnologe Gunnar Landtman (1910–11) und der aus Polen stammende Bronislaw Malinowski zu nennen. Der Schüler Seligmans forschte 1914 bis 1918 in Neuguinea. In der Folgezeit gingen die Musikaufnahmen der Ethnologen deutlich zurück. Eine erwähnenswerte Ausnahme ist der Schweizer Paul Wirz, der 1927 und 1930–31 in Westneuguinea bei den Marind-anim Feldforschungen betrieb. Den ersten Versuch einer musikalischen Gesamtschau wagte 1931 Jaap Kunst mit A Study of Papuan Music.
Ein Großteil des Anfang des Jahrhunderts gesammelten Materials wurde erst in den 1950er Jahren im Berliner Phonogramm-Archiv ausgewertet. Ab den 1960er Jahren setzte sich eine methodische Änderung durch, Forscher blieben nun längere Zeit an einem Ort. Erst seit dieser Zeit findet eine musikethnologische Feldforschung im eigentlichen Sinn statt, die sich aber zumeist auf Papua-Neuguinea beschränkt. Wolfgang Laade brachte von seinem Aufenthalt 1963–64 in der Western Province umfangreiche Tonaufzeichnungen mit, die er 1971 und 1993 veröffentlichte. Die 1929 in Oklahoma geborene Musikethnologin Vida Chenoweth verfasste nach einem langjährigen Aufenthalt in Neuguinea die erste Dissertation über die Musik Neuguineas, die auf eigener Feldforschung beruhte. Vorher waren die wissenschaftlichen Analysen auf der Grundlage von anderen gesammelten Materials zustande gekommen.
Eine der wenigen Feldforschungen in Westneuguinea führte ab 1973 der Japaner Hiroko Oguri an der Nordküste durch. 1978 arbeiteten Artur Simon im zentralen Hochland und 1981 Gerald Florian Messner an mehreren Orten in der Region. K. van Arsdale veröffentlichte 1981 die Ergebnisse seines Aufenthalts bei den Asmat an der Südküste.
1972 wurde eine Musikabteilung an der Faculty of Creative Arts der University of Papua New Guinea in Port Moresby eingerichtet. Dort werden neben dem Unterricht in klassischer westlicher Musik auch lokale Musiktraditionen vermittelt.

## Regionale Musiktraditionen

### Hochland der Region Papua
Der größte Teil der Region Papua liegt südlich der zentralen, in west-östlicher Richtung verlaufenden Bergketten. In den beiden zentralen Hochlandprovinzen Western- und Eastern Highlands Province werden fast überall die Sanduhrtrommeln (kundu) eingesetzt, aber nicht von allen Volksgruppen selbst hergestellt. Einige beziehen sie im Tauschhandel. Die kundu besitzen im Unterschied zu den Instrumenten der Küstenregionen keine seitlich aus dem Holz geschnitzten Tragehenkel, sondern nur eine Schnurschlinge, mit der sie beim Spiel gehalten werden. Die untere Hälfte der Trommeln kann mit Kerbschnitzereien verziert sein, die Vertiefungen werden mit Erdfarben ausgemalt. Früher wurden die kundu vor jedem rituellen Gebrauch mit Schweinefett eingerieben, was als Akt der Erneuerung ihrer magischen Kräfte interpretiert wird.
Neben den kundu gehören seitengeblasene Bambusflöten zu den sakralen Instrumenten. Sie werden paarweise synkopisch von Männern gespielt. Jungen lernen während der Vorbereitungszeit zu ihrer Initiation das Geheimnis der Spielweise. Die „Geisterflöten“ ohne Fingerloch sind an der Unterseite offen. Durch Überblasen und Schließen der Endöffnung mit der Handfläche kann die Tonhöhe variiert werden.

#### Eastern Highlands

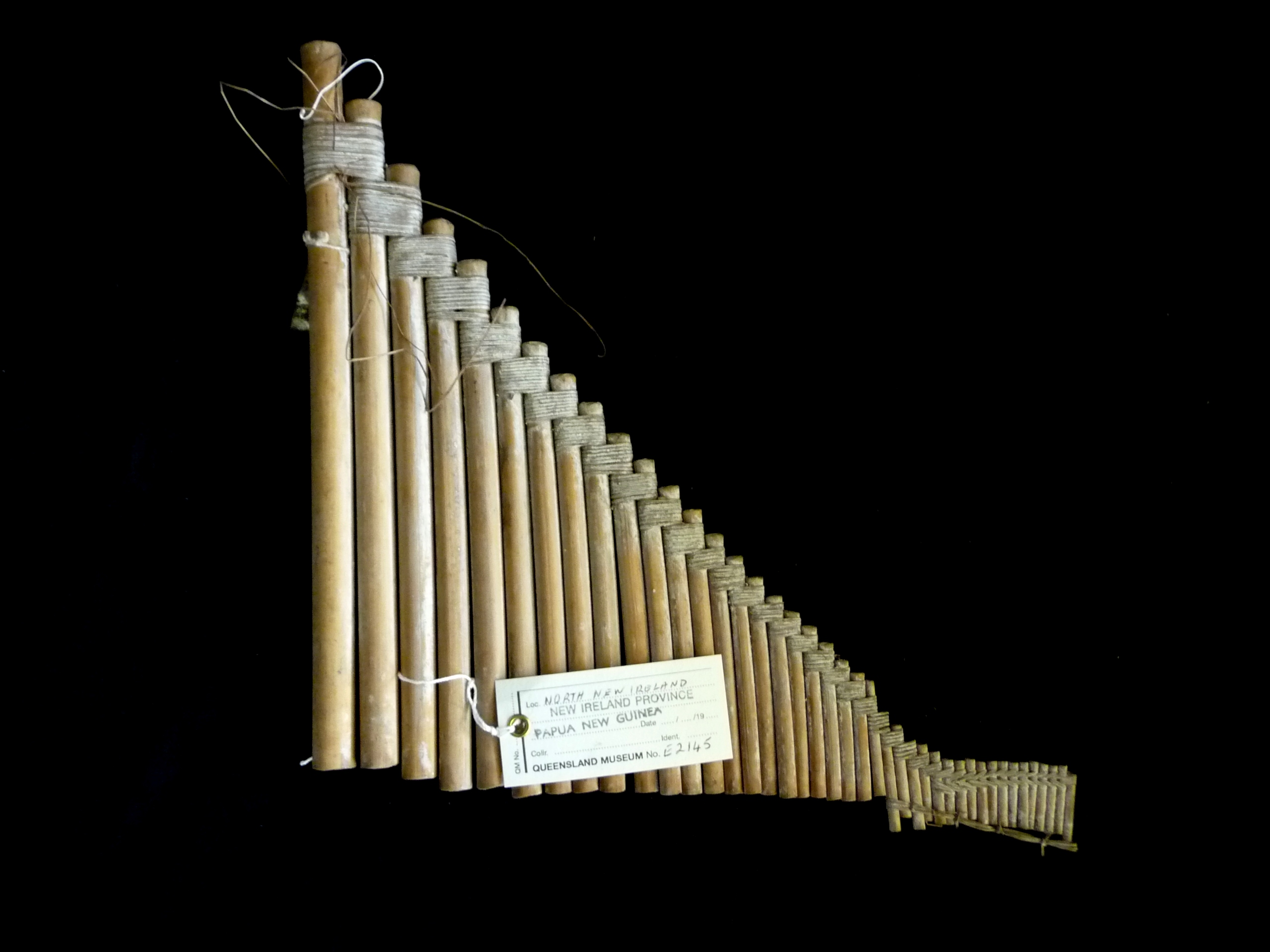
Panflöte von der im Osten vorgelagerten Inselgruppe New Ireland

Im Süden der Eastern Highlands (Angan-Sprachfamilie) gibt es ein ebenfalls geheimes Ensemble von paarweise gespielten Bambusflöten, deren Ende geschlossen (gedackt) ist. Allgemein bringen solche Flöten selten mehr als einen Ton hervor. Bei den Angan gibt es keine kundu. Weiter östlich in der Morobe Province werden von einer anderen Angan-Gruppe Bambusflöten öffentlich gespielt.
Im ganzen Hochland sind daneben Flöten mit vier Grifflöchern vertreten, mit denen Vogelstimmen imitiert werden. In einer Region wurden sie daher gern aus einem besonders geformten Wurzelholz einer Bambusart hergestellt, wodurch das Schallloch in einem stilisierten Vogelkopf endete. Ein anderes geheimes Instrument waren Bambustrompeten mit einem Flaschenkürbis als Schallbecher, deren Tonhöhe sich durch ineinandergeschobene und herausziehbare Bambusröhren variieren ließ.
Als Idiophone kommen Kürbisrasseln oder Bambusabschnitte vor, die mit Samen gefüllt sind und von Frauen geschüttelt werden. Die kundu sind mit Häuten von Possum, Echsen oder Schlangen bespannt. Ein früheres und selteneres Instrument ist ein zweisaitiger mundverstärkter Musikbogen. Die Usarufa kannten früher sieben bis zwölf Zentimeter lange gebündelte Panflöten.

#### Western Highlands
Direkt um Mount Hagen in den Western Highlands sind Initiationszeremonien und Geheiminstrumente verschwunden. Dafür werden dort die austauschbasierten sing-sing-Feste veranstaltet, die von kundu begleitet werden. Sie heißen in der Enga Province tee, bei den Melpa-Sprechern der Region moka und in Mendi (Hauptort der Southern Highlands Province) mok-ink.

#### Enga Province
Die rund 200.000 Enga-Sprecher der gleichnamigen Hochlandprovinz siedeln nördlich und westlich von Mount Hagen und bilden die größte Bevölkerungsgruppe in Neuguinea. Die bei den sing-sings aufgeführten Tanzlieder heißen mali lyingi. Bei ihren berühmten Tänzen bilden die Männer mit ineinander verschränkten Ellbogen eine Reihe. Sie tragen lange Faserröcke und Vogelfederbüschel auf den Köpfen und schlagen ihre Knie im Trommelrhythmus zusammen.
Der in sehr vielen Variationen von Männern getragene Kopfschmuck hat im Hochland eine magische Bedeutung. Einmal soll das Haupthaar besonders geschützt werden, zum anderen besteht der Glaube, dass die eigenen magischen Kräfte durch das Anlegen eines Kopfschmucks verstärkt werden können. Neben einzelnen langen Federn bestimmter (symbolisch bedeutsamer) Vogelarten gibt es bunte Perücken aus geknüpften Netzen und Helme aus Rindenstoff.
Die Sanduhrtrommeln heißen laiyane, ihre Bespannung besteht aus Rohhäuten von Eidechsen oder Schweinen, die in nassem Zustand aufgezogen und an den Rändern festgeklebt werden. Daneben kommen Panflöten (pupe) und 40 Zentimeter lange Bambusflöten (kululu) mit drei bis fünf Fingerlöchern und etwa drei Zentimetern Innendurchmesser vor.

#### Chimbu Province
Die von Männern paarweise gespielten Bambusflöten (kuakumba) in der Chimbu Province haben ein offenes entferntes Ende und sind am nahen Ende am Bambusknoten geschlossen. Die seitliche Blasöffnung ist 15 Zentimeter entfernt. Die Tonhöhe lässt sich mit der Handfläche am unteren Ende variieren. Ihre Länge beträgt 60 bis 70 Zentimeter. Diese geheimen Instrumente dürfen Frauen nicht sehen, daher werden sie in speziellen Behältern in einer Ecke des Hauses aufbewahrt.
Zur Unterhaltung werden Panflöten (perurupe) aus Bambus und Bambus-Rahmenmaultrommeln (Tok Pisin susap, lokal tambagle) gespielt. Längsflöten heißen pumingi (von pu, „blasen“ und mingi, „Behälter“). Nahe am entfernten Ende haben sie vier Grifflöcher. Seit den 1980er Jahren bestehen einige Flöten aus Metall- oder Plastikröhren.

#### Southern Highlands

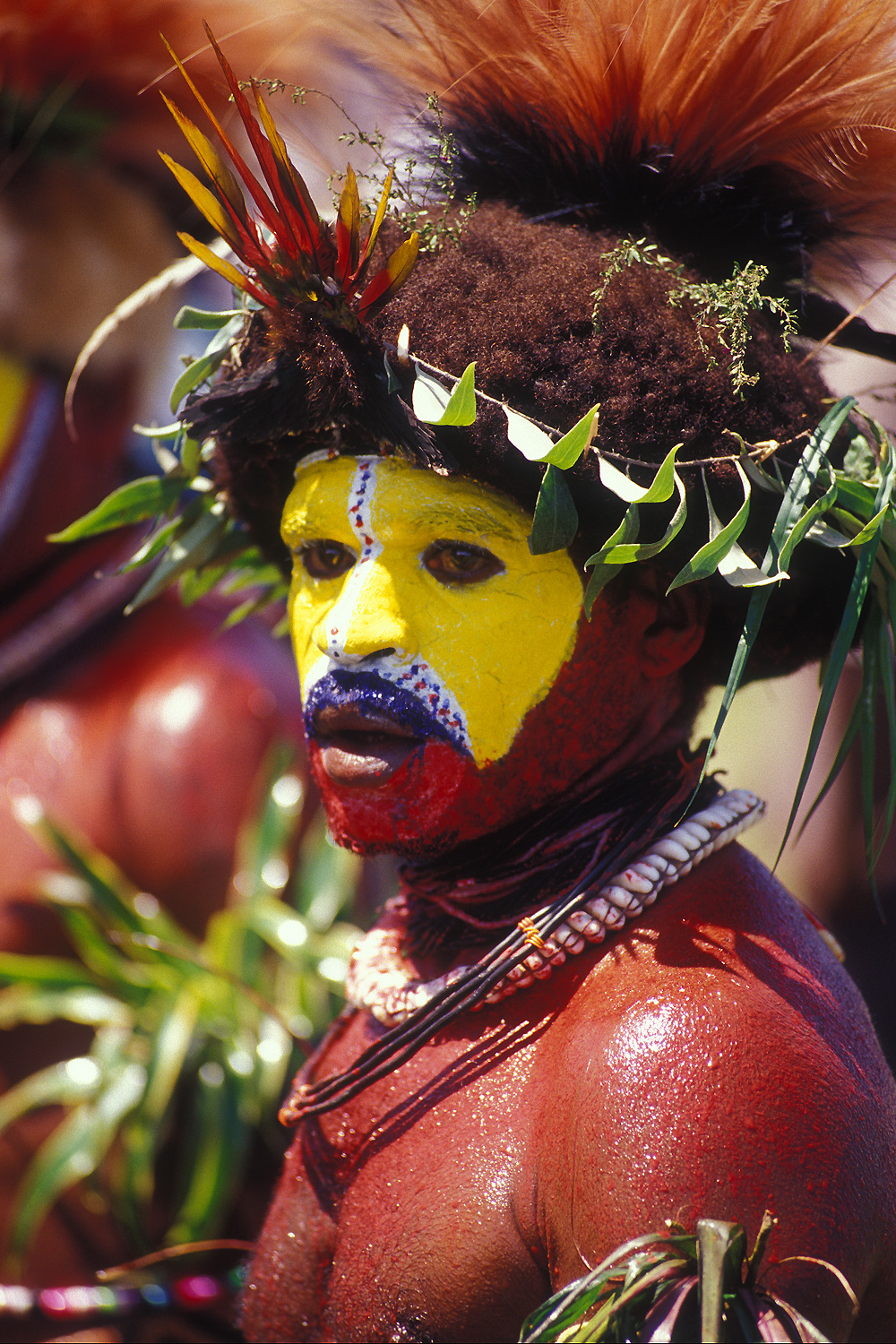
Huli-Tänzer

Die Southern Highlands Province ist kulturell homogen und wird von 100.000 bis 150.000 Huli bewohnt. Die Instrumente werden meist solo gespielt. Lamellophone aus wildem Bambus heißen hiriyula oder yulambe, ein Ende ist mit Bindfaden umwickelt. Sanduhrtrommeln heißen tabage. Sie werden mit der linken Hand gehalten und mit der rechten Handfläche geschlagen. Eine besondere Trommel ist die dindanao tabage, die nur von männlichen Geisterbeschwörern geschlagen werden darf. Beim entsprechenden Ritual laufen zwei bis drei Geisterbeschwörer mit langen Röcken und Federschmuck während sie trommeln um ein Feuer. Ihr komisches Aussehen soll die Geister zum Lachen und damit leichter zum Verschwinden bringen.
Es gibt drei Größen von gebündelten Panflöten, die bis zu 60 oder 100 Zentimeter lang sein können. Die gulupobe hat eine gedackte und sechs offene Röhren bei einer Länge bis 77 Zentimetern. Die gulungulu ist bis zu 100 Zentimeter lang. Ein Huli-Sänger, der zu seiner Stimme im schnellen Wechsel in die Rohrflöte pili pe bläst, erzeugt eine Hoquetus-artig verzahnte Tonfolge, die mit dem Eintonflöten-Gesang hindewhu der zentralafrikanischen Ba-Benzele-Pygmäen verglichen wurde.
Ein zweisaitiger, im Terz-Abstand gestimmter Mundbogen (gawa), der von Frauen gespielt wird, ist 20 bis 30 Zentimeter lang, der von Männern gespielte 50 Zentimeter. Mit ihnen findet Liebeswerbung und allgemein Unterhaltung statt. Die Sprache der Huli ist tonal, somit kann auch vermittels Melodieinstrumenten ein sprachlicher Austausch stattfinden. Der Gesang umfasst Solostimmen, kollektives Jodeln, Liebesklagen und Geschichtenerzählen.

### Nordküste von Papua-Neuguinea
Dieses als Mamose-Region bezeichnete Gebiet umfasst die Hügel nördlich der zentralen Bergkette bis zum Meer und wird in die vier Provinzen Sandaun, East Sepik, Madang und Morobe eingeteilt.

#### Sepik
In der Flussregion des Sepik leben mehrere Volksgruppen, die schon Anfang des 20. Jahrhunderts für ihre künstlerischen Hervorbringungen bekannt waren, in einer fruchtbaren Küstenebene und einem sumpfigen Mittel- und Oberlauf. Lebensgrundlage am mittleren Sepik ist die Ernte von Sagopalmen, Fischfang und der Verkauf von Kunsthandwerk an Touristen.
Die Musik ist ähnlich vielfältig wie die künstlerisch anspruchsvollen Holzschnitzarbeiten. Nur Männer blasen die geschlossenen Längsflöten, im Ensemble werden sie bei der Initiation gebraucht. Man spielt sie paarweise abwechselnd, längere Bambusflöten haben Fingerlöcher.

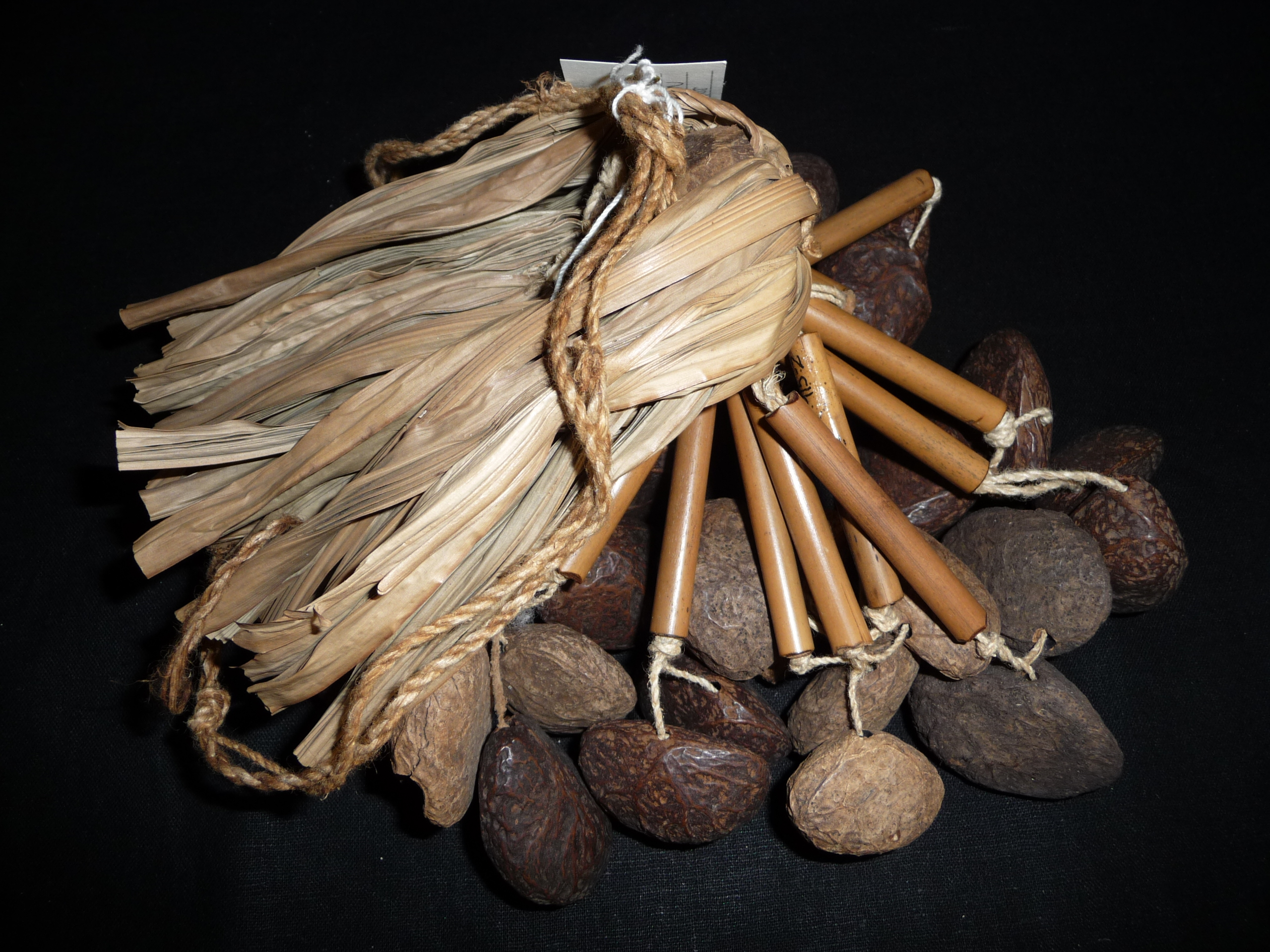
Rassel aus Samen und Blättern, von Tänzern in der East Sepik Province an den Fußgelenken getragen

Bei den Iatmul (Ndu-Sprachen) am mittleren Sepik heißen Flöten wapi, die Bezeichnung wapi für „langer Yams“ bei einem Nachbarstamm weist auf die Bedeutung des Instruments hin. Es sind zwei bis drei Meter lange, am Ende geschlossene Querflöten, die meist keine Grifflöcher haben. Sie werden paarweise gespielt und ebenso wie die großen Panflöten nur zeremoniell verwendet. Jedes Flötenpaar trägt den Namen eines Ahnen, dessen Stimme sie vergegenwärtigen. Holztrompeten sind konisch und etwas über einem Meter lang. Querflöten kommen auch in anderen Teilen Neuguineas ausschließlich in der Zeremonialmusik vor.
Bekannt sind die bis zu 4,5 Meter langen hölzernen Schlitztrommeln, die bestimmte Ahnen repräsentieren. Diese Schlitztrommeln, deren Name von dem früher zu ihrem Bau verwendeten Hartholz mit dem lokalen Namen garamut stammt (Vitex cofassus, englisch New Guinea teak), werden über mehrere Monate mit Äxten ausgehöhlt, bis bei einem Durchmesser von etwa 50 bis 80 Zentimetern eine Wandstärke von 2,5 Zentimetern übrig bleibt. An einer Seite enden sie in einem Kopf, der wie eine Schweineschnauze, ein Krokodil oder ein ähnliches verehrtes Tier gestaltet ist. In der Nacht sollen sie bis 18 Kilometer weit zu hören sein.
Eine Besonderheit bei den Iatmul sind paarweise gespielte Wassertrommeln, die früher zur Initiation gebraucht wurden und heute Touristen vorgeführt werden. Sie haben die Form von großen hölzernen Sanduhrtrommeln mit seitlichen Henkeln, an denen sie gehalten und mit dumpfem Aufschlag auf eine Wasseroberfläche gestampft werden. Von der Art der Tonerzeugung sind es keine Trommeln, sondern Aufschlagidiophone. Alternativ wird mit einem ovalen Brett auf das Wasser geschlagen. Gefäßflöten und Schwirrhölzer sind selten geworden.
Wie in vielen Regionen werden Musikinstrumente häufig paarweise gespielt, Ausdruck für ein duales Prinzip der Weltordnung, das zum Beispiel Sonne auf Sohn und Erde auf Mutter bezieht. Die paarweise gespielten Flöten ahmen Vogelstimmen nach und repräsentieren die Ahnengeister, wobei ein Flötenpaar nur einen bestimmten Geist vergegenwärtigt. Zur Unterhaltung dienen Längsflöten, Maultrommeln, kleine Panflöten und Musikbögen, die auch von Frauen gespielt werden.

#### Tambaran

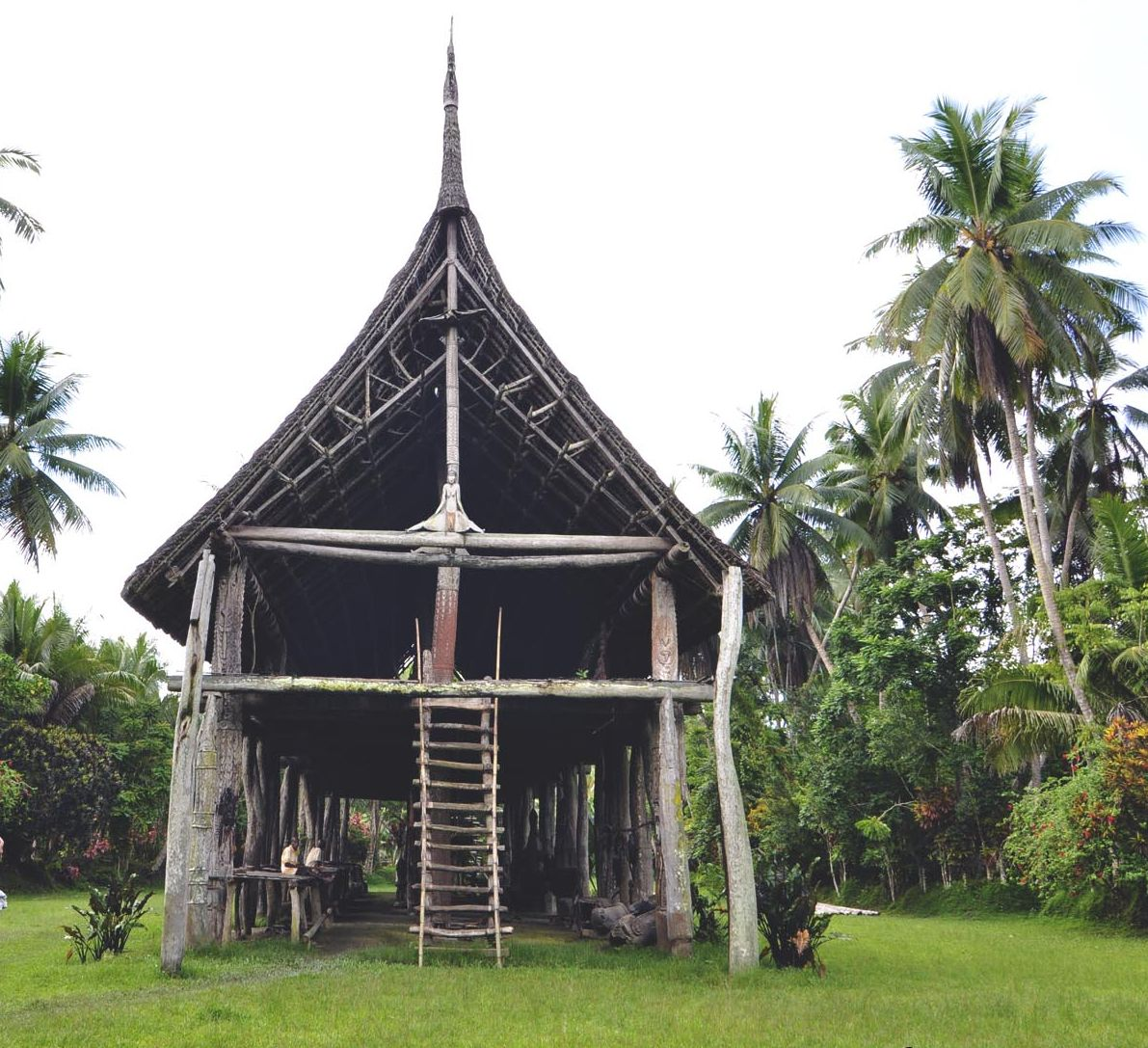
Tambaran-Haus am Sepik

Die Volksgruppen der Arapesh leben in einem langgezogenen Gebiet, das von den Bergen an der Nordwestküste Richtung Osten bis in das Tiefland am Unterlauf des Sepik reicht. In ihrer geheimen Musik zu den Tambaran-Ritualen kommen Querflöten zum Einsatz. Mit dem Tok-Pisin-Wort tambaran werden eine religiöse Vorstellung, die darin verehrte Gruppe von Geistern und die symbolisch ausgeführten Kulthandlungen bezeichnet. Das komplizierte religiöse Konzept mündet in ein Gesellschaftssystem, das durch eine Folge von Initiationen von der Kindheit bis ins Alter vertikal strukturiert ist. Durch den strengstens kontrollierten Ausschluss der Frauen und Kinder von den Tambaran-Kulten ergeben sich zwei getrennte kulturelle Welten innerhalb derselben Sozialordnung. Musik, wie jede künstlerische Beschäftigung, wurde als etwas Übernatürliches empfunden, von dem sich Frauen fernhielten. Frauen durften unter keinen Umständen einen Tambaran-Geist sehen, daher wurde sein Näherkommen durch Geräusche und laute Flötentöne angekündigt, wie Margaret Mead 1930 beobachtete. Sie beschrieb als erste die allgemeinen Glaubensvorstellungen der Arapesh und führte Tambaran, den „übernatürlichen Schutzpatron der erwachsenen Männer“, als den universalen Begriff anstelle mehrerer regionaler Bezeichnungen in die ethnologische Literatur ein. Zentrum des Kults ist für jeden Clan das mit Schnitzereien (Krokodilen, Fruchtbarkeitssymbolen) ausgestaltete Haus Tambaran, das geheime Männerversammlungshaus (Zeremonialhaus) und der Aufenthaltsort der Geister. Es wird von den Frauen des Dorfes gemieden, auch wenn es heute den Anziehungspunkt für Touristen bildet. Männerversammlungen finden noch in den bestehenden Tambaran-Häusern statt, sie haben aber schon vor der Mitte des 20. Jahrhunderts ihre politische Macht an die australische Kolonialverwaltung abgeben müssen.
In Teilen der Huon-Halbinsel bis in den Süden der Madang Province rufen Kolbenflöten die Stimme des Tambaran-Geistes hervor. Der Spieler schiebt einen dicken Zweig in das untere Ende einer Bambuslängsflöte und verkürzt so die Luftsäule, wodurch der Ton erhöht wird.
In Teilen des Sepik-Gebietes stehen Ensembles von zwei bis neun Bambusflöten und einer kundu, gelegentlich noch mit einer Trompete, im Zentrum der Tambaran-Rituale. Bei den offenen Längsflöten ist am oberen Ende der Knoten als Einblasöffnung mit einer kleinen Bohrung versehen.

#### Oro Province
Binandere-Sprecher in der Oro Province an der Nordostküste haben ein komplexes Tanzdrama (ario), in dem das Verhalten des Nashornvogels, Paradiesvogels oder die Bewegungen von Holz im Wasser dargestellt werden. Das Ario besteht aus zwölf Szenen, deren Inhalt und Bewegungsmuster festgelegt sind. Die Vorstellung von der natürlichen Umgebung wird mit künstlerischen Mitteln anschaulich gemacht.
Wie Binandere gehört Managalasi zu den papuanischen Sprachen. Südlich der Provinzhauptstadt Popondetta leben die Managalasi-Sprecher in kleinen Dörfern auf 900 Meter Höhe. Ihren Gesang begleiten sie bei nächtlichen Festveranstaltungen mit schlangenlederbespannten Trommeln und mit Rasseln. Die Szene wird durch Bambusfeuer erhellt. Die Männer tanzen mit den Sanduhrtrommeln (chaja), die sie gelegentlich über den Kopf halten, die Frauen spielen mit ihren Rasseln am Rand eine Nebenrolle. Die Rasseln (kiji’i) bestehen aus Bündeln von 15 Zentimeter langen Samenschoten. Daneben gibt es Rasseln aus 30 Zentimeter langen Bambusröhren (itiuri), die jeder Sänger in der linken Hand hält, während er mit der rechten Hand auf ein Ende schlägt, sodass die Röhre auf den Oberschenkel trifft. Dieselben von Frauen bei Tänzen eingesetzten Bambusröhren heißen ’urutu. Eine 30 Zentimeter lange Flöte (hurisia) aus einem Rohr mit zwei Zentimetern Durchmesser hat zwei Fingerlöcher nahe am unteren geschlossenen Ende. Das offene Ende wird über die Kante schräg angeblasen. Dabei entstehen lange fließende Melodielinien. Das hiesige, nur von jungen Männern gespielte Bambuslamellophon wird pupuaha genannt.
Auch hier kommt beim Chorgesang gelegentlich eine Oktavverdoppelung vor, die Tonabstände reichen bis zur Quarte und etwas weiter bei Tanzliedern. In der Oro Province verwenden Tänzer und Chorsänger große Bambusstampfrohre, die sie rhythmisch auf den Boden stampfen. Ansonsten sind Stampfrohre in Neuguinea selten.

### Südküste von Papua-Neuguinea
In den Küstendörfern der Gulf Province werden zur Unterhaltung Lieder mit Trommelbegleitung gesungen, die mehrstimmig häufig mit parallelen Quart- oder Quint-Abständen vorgetragen werden, gelegentlich wird die Melodie durch eine Oktave darüber oder darunter verdoppelt.
Volksgruppen der Angan-Sprachfamilie veranstalten in den Bergen sing-sings, die das Ende der Klagezeit für einen Verstorbenen markieren. In der Gulf Province gibt es vier Angan-Sprachen, von denen drei weniger als 1000 Sprecher haben, die über 30.000 Sprecher der vierten Sprache (Kamea) leben überwiegend im Norden in der Morobe Province. Am Ende der nächtlichen Tanzveranstaltung wird das von den Gästen mitgebrachte Fleisch gekocht und dann verteilt. Die Chormusik der Angan besteht aus von den Mitgliedern nebeneinander einstimmig und mit nicht abgestimmtem Tempo gesungenen Melodien, die sich um eine gemeinsame Tonfolge bewegen. Am verbreitetsten ist der Solo-Gesang, der meist mit einem konstanten Trommelschlag unterlegt wird. Der Tonumfang beträgt oft eine Oktave. Bei Duetten werden abwechselnd ähnliche Phrasen gesungen. Ein Sänger hält am Ende einer Melodiefolge eine Note, während der andere mit der Melodie von neuem beginnt.
Über die traditionelle Musik der großen Western Province wurden kaum Untersuchungen angestellt. Es gibt Tänze, die von Sanduhrtrommeln begleitet werden, sowie Schlitztrommeln, unten offene Längsflöten mit einem Fingerloch, gebündelte Panflöten und Maultrommeln.
Zwischen dem Fly River und der Grenze zu Neu-Guinea kommt als Soloinstrument eine offene, 60 bis 75 Zentimeter lange Längsflöte (agöb burari) vor, die ein Fingerloch nahe dem unteren Ende hat und aus einem dünnwandigen Bambusrohr besteht. Sie ahmt Vogelstimmen nach. Die Panflöte (agöb ta’taro) mit sechs bis acht unterschiedlich langen Pfeifen aus demselben dünnwandigen Bambusrohr wird leicht über die oberen Öffnungen angeblasen. Es gibt noch ein Bambuslamellophon (agöb darombi) mit einer 18 bis 30 Zentimeter langen Zunge, die mit dem Daumen rhythmisch gezupft wird.

### Westneuguinea

#### Asmat
Häufig werden in Liedern der Asmat in den Sümpfen und Wäldern an der Südküste (Arafurasee) Geschichten von Männern erzählt, die von Frauen schlecht behandelt wurden. Frauen wiederum singen Spottlieder gegen die Männer, was von den Zuhörern mit Gelächter quittiert wird. Frauen spielen keine Musikinstrumente. Beide Geschlechter kennen Kreistänze, die von Sanduhrtrommeln begleitet werden.
Die bei den Asmat beidseitige Trommelbespannung über einem Durchmesser von 12 bis 15 Zentimetern besteht aus Echsen- oder Leguanhaut und kann durch einen Wachsbelag in der Mitte gestimmt werden. Die Trommeln werden meist aus Eisenholz gefertigt.
Bereits im Schöpfungsmythos der Asmat geht es neben Holzfiguren um Musik. Ihr Ahnherr Fumeripits baute das erste Männerhaus, fällte daraufhin Bäume, aus denen er Figuren schnitzte, die er im Männerhaus aufstellte und fertigte gleich auch die erste Trommel. Als er sie schlug, begannen die Figuren zu tanzen, und aus ihnen wurden die ersten Menschen. Seit dieser Zeit ist kein Fest ohne die sanduhrförmigen Trommeln denkbar.
Die Asmat veranstalten Zeremonien nach Jahreszeiten, Lebenszyklen, um Verbindung zu den Ahnengeistern herzustellen und als Einweihungsfeste. Kein Fest kann ohne Musik stattfinden. Der Musik wird eine Wirkmacht zugesprochen, die gegen Krankheiten und Unheil hilft und das Dorf für die Abwehr des Feindes rüsten soll. Initiationsfeiern fanden früher nach Kopfjagden statt. Für die Kopfjagd gab es endgeblasene Trompeten aus Holz oder Bambus. Das letzte, in großem Stil durchgeführte Ahnenritual (bis) fand 1974 statt. Dabei wurden bis zu neun Meter hohe reliefierte Holzpfosten aufgestellt, welche die Ahnen symbolisierten.

#### Eipo
Im zentralen Bergland sind Gesänge zur Initiation weit verbreitet; die beliebten Kriegslieder, in denen ein Sieg gefeiert wurde, haben ihren aktuellen Anlass verloren. Der häufigste Gesangsstil ist der Wechselgesang, bei dem die Stimme des ersten Sängers vom zweiten leicht abgewandelt wiederholt wird. Der Tonumfang beträgt selten über eine Quinte.
Das kleine Bergvolk der Eipo am Oberlauf des Eipomek River lebt in Siedlungen mit 20 bis 250 Einwohnern in Rundhütten. Ihr einziges eigenes Musikinstrument ist ein bingkong genanntes, zehn Zentimeter langes Lamellophon, das im Unterschied zu den anderen Lamellophonen Neuguineas nicht aus Bambus, sondern aus der Süßgrasart Miscanthus floridulus gefertigt wird. Der Lebensraum der Eipo in bis über 2000 Meter Höhe ist mit seinem nasskalten Klima für Bambus ungeeignet. Aus dem Tiefland werden sanduhrförmige Trommeln bezogen und für Zeremoniallieder (mot) und Männertänze eingesetzt, in denen es um Krieg, Initiationen oder um Kompensationsleistungen an benachbarte Clans geht. Mot werden von den Männern nur auf dem Tanzplatz im Dorf aufgeführt. Jungen dürfen auch anderswo den Tanz erlernen. Zunächst tritt kurz ein Vorsänger auf, der monotone bedeutungslose Silben artikuliert, bis es in einem Chor zu Mehrklängen kommt. Die Tänzer bilden einen Halbkreis und formieren sich dann zu einer Schlange. Sie tragen weite Grasschürzen, die beim Hüpfen ein Geräusch erzeugen. Dit werden unterhaltende Gesänge von Männern und Frauen genannt, in denen es um Liebe, Natur oder besondere Ereignisse geht. Private Klagelieder heißen layalayana. Mit dem vierten Musikstil fungfungana sollen Krankheiten von Menschen und Schweinen geheilt werden. Dazu ist ein männlicher Spezialist vonnöten, der mit magischen Sprechgesängen die Krankheiten aus den Patienten heraussaugt.
Bei großen sing-sings werden aus Prestigegründen so viele Schweine beigebracht und verzehrt, dass die Dorfgemeinschaften etwa fünf Jahre brauchen, um die ausreichende Zahl an Schweinen nachgezüchtet zu haben, damit das nächste Fest stattfinden kann.

#### Nordküste
Die Nordküste von Westneuguinea stand schon vor Jahrhunderten im kulturellen Austausch mit Indonesien. Möglicherweise durch Fischer von der Insel Seram wurden Buckelgongs aus Messing eingeführt, mit denen in Fakfak Dorftänze der Mairasi-Männer zusammen mit den üblichen Trommeln begleitet werden. Die Männer laufen gegen den Uhrzeigersinn im Kreis, während sie ihre Instrumente schlagen. Es gibt Gongs in zwei Größen: mamonggo haben eine Höhe von 6 Zentimetern, die unguni von 11 Zentimetern, beide mit einem Durchmesser von etwa 35 Zentimetern. Sie hängen an einer Schnur und werden mit einem Holzschlegel geschlagen.
Es gibt oder gab zumindest um Jayapura und auf der Insel Yapen geheime Flöten. Bei den Isirawa-Sprechern, etwa 2000 Menschen, die im Distrikt Jayapura östlich des Ortes Sarmi leben, wird die nur von initiierten Männern gespielte Bambusflöte asiina genannt. Nach der Länge: Asiinaya heißt die 1,5 (1,7) Meter lange Flöte, die tiikiire ist 1,3 Meter und die faafrataya ist einen Meter lang. Frauen werden im Angesicht der Flöten vom Sturm erfasst oder vom Blitz erschlagen. Viele Gesänge der kultischen Musik („reale Gesänge“) gingen bereits Anfang des 20. Jahrhunderts verloren, da die niederländische Kolonialverwaltung einige Zeremonien wie die Einweihung der Männerhäuser verboten hatte.
Für die Unterhaltungsmusik spielen Männer und Frauen der Isirawa eine kurze Bambusflöte (fatiya) und ein Schneckenhorn. Die Maultrommel wird caawa genannt. Anlässe für die Aufführung der profanen Musik sind heute etwa die Einweihung öffentlicher Gebäude oder das Neujahrsfest.

## Moderne Entwicklungen der Musik
Seit den 1950er Jahren haben die Asmat beständig Kontakte zur Außenwelt. Die Feste der Schöpfungsmythen und ihre Ahnenfeste (bis) sind offiziell verboten. Die Asmat müssen sämtliche Ritualfeiern bei der indonesischen Regierung voranmelden. Heute hat die indonesische Popmusik oder die traditionelle Musik benachbarter Völker über das Radio auch die entlegensten Dörfer in Westneuguinea erreicht, wodurch eine rapide Veränderung der traditionellen Musikformen eintrat.
Der musikalische Wandel begann bereits Ende des 19. Jahrhunderts in den damals für Europäer und Nordamerikaner zugänglichen Teilen der Insel durch die Missionierung, mit der westliche Kirchenlieder (Gospelmusik) eingeführt wurden. Die ins Land gebrachten Musikinstrumente waren Mundharmonikas, Akkordeons und Ukuleles. Noch vor dem Zweiten Weltkrieg begannen die ersten Rundfunkübertragungen in Papua-Neuguinea. Nach 1945 formierten sich die ersten string bands mit Gitarren und Ukulelen, die Soldaten mitgebracht hatten, die zuvor auf den Philippinen und Hawaii stationiert waren. Ab 1962 setzten Pop-Bands E-Gitarren ein. Sie sangen ihre Lieder häufig nicht mehr in den Regionalsprachen, sondern auf Tok Pisin. Als bester Sänger dieser Zeit gilt der 1925 geborene Blasius To Una, der – vom Country & Western-Stil beeinflusst – mit Liedern in seiner Muttersprache Kuanua zur Gitarrenbegleitung ein breites Publikum erreichte. Er gehörte zum Volk der Tolai. Auf einer 1978 veröffentlichten Langspielplatte setzte er im Wechsel Gesang und Sprechstimme ein. Seit 1971 gibt es das jährlich stattfindende Tolai Warwagira Festival für Chormusik und string bands.
1977, etwas über ein Jahr nach der Unabhängigkeit Papua-Neuguineas im September 1975, begann die National Broadcasting Commission (NBC) mit der Veröffentlichung von Musikkassetten einheimischer Gruppen und eröffnete damit den kommerziellen Markt für Tonträger mit im Land produzierter Musik. In den 1990er Jahren dominierten zwei in Port Moresby ansässige Firmen das Musikgeschäft, die 1980 gegründeten Chin H. Meen Supersound Studios (CHM) und seit 1983 die Pacific Gold Studios (PGS). Abgesehen von einigen bekannten und originellen Musikern produzierten die Firmen massenhaft ähnlich klingende Popmusik.
Heute gibt es in Papua-Neuguinea vier hauptsächliche Musikrichtungen, die traditionelle und ursprünglich fremde Musikstile vermischen: Sing-sing tumbuna (wörtlich „Lieder der Ahnen“) nennt sich der traditionelle Gesang, der sich im 20. Jahrhundert unter dem Einfluss der christlichen Kirchen verändert hat. Kwaia heißt allgemein jede Chormusik, ferner die erwähnten string bands, die überwiegend nur noch für Touristen spielen, und als weitere Entwicklung die Anfang der 1960er Jahre entstandenen power bands, die den amerikanischen Rock ’n’ Roll mit elektrischen Instrumenten imitierten. Ihr alternativer Name ist laiv ben („live band“).
Einer der bekanntesten Sänger in Melanesien ist der 1959 in der Nähe von Rabaul geborene George Mamua Telek, der in den 1970er Jahren als Sänger in string bands begann und seit den 1980er Jahren in power bands die traditionelle Musik seines Tolai-Volkes mit amerikanischer Popmusik und Reggae zusammenbringt.
Die zeitgemäße Weiterentwicklung der sing-sings in abgelegenen Hochlanddörfern sind die als kulturelle Großveranstaltungen organisierten cultural shows wie der Port Moresby Show, bei denen die traditionellen Musikstile (tumbuna) verschiedener Volksgruppen mit moderner Popmusik zusammen aufgeführt werden. Musiker und Publikum messen diesen Ereignissen entsprechend der in der Tradition verankerten Rolle der Musik eine große Bedeutung bei. Es kommt dabei gelegentlich zu chaotischen Situationen, weil außerhalb ihres kulturellen Kontextes aufgeführte Musik eine unkontrollierbare Wirkung auf die Beteiligten ausüben kann oder bestimmte Verhaltensweisen als Tabubrüche aufgefasst werden. Diese Veranstaltungen haben einen großen Einfluss auf die Entwicklung und das Erleben der Musik in Neuguinea.